# 絶食系男子
絶食系男子（ぜっしょくけいだんし）とは、女性との交際を諦めている、あるいは恋愛に興味がない男性のことである。

## 概説
恋愛に積極的ではない男性を草食系男子というが、絶食系男子はそもそも恋愛に縁がないことが多い。
結婚情報サービス会社オーネットの調査によると、25-34歳の独身男性の中で「恋愛に興味はなく、女性なしで人生を楽しめる」と回答した絶食系男子の割合は14.4％だった。また、その中で交際経験がない男性は51%だった。
なお、一時的に恋愛から離れている男性は、一定期間だけ食物を摂らない断食にたとえて断食系男子という。断食系男子が進化すると絶食系男子になる。

## 要因
絶食系男子が生まれる要因としては、以下のことが指摘されている。

### 経済的事情
絶食系男子はフリーターに多く、安定した経済的基盤が乏しい。男性が家庭を支えるという社会意識の影響もあり、経済的な事情で結婚ができないと考える者が多い。

### 恋愛結婚
1970年代頃からは、お見合い結婚ではなく恋愛結婚が主流となっている。「本当に愛する人」との恋愛が前提となって結婚に至るため、恋愛ができないと結婚もできない状況となっている。

### 恋愛感情の欠落
絶食系男子は女性を心から好きになった経験がなく、「好き」という感情を理解できていないことが多い。また、過去の恋愛でひどく傷つき、自分を守るために自発的に絶食系男子になるケースもある。

## 関連書籍
- 『絶食系男子となでしこ姫』（山田昌弘、東洋経済新報社、2012年6月22日、ISBN 9784492223208）
- 『絶食系男子、性欲を知る』（粉織・穴乱、KATTS、既刊48巻）